# Dicaeum dayakorum
Dicaeum dayakorum — вид горобцеподібних птахів квіткоїдових (Dicaeidae), виявлений в червні 2009 року на острові Калімантан. В 2019 його науково описали Saucier et al., 2019.
Представник виду був помічений орнітологом Річардом Вебстером, який в той момент знаходився на підвісному мосту, протягненому між двома гігантськими деревами. Зроблені Вебстером фотографії були вивчені в університеті Лідса. В результаті птаха була визнана новим, невідомим раніше науці, видом. Характерною особливістю очкового квіткососа, в зв'язку з якою він і отримав свою назву, є наявність білих кіл навколо очей, які контрастують з сіруватим забарвленням. У птаха є також біла смуга на черевці.